# 法林頓嶺
73°36′S 94°18′W / 73.600°S 94.300°W
法林頓嶺（英語：Farrington Ridge）是南極洲的山嶺，位於埃爾斯沃思地，處於福比登岩西北面4公里，屬於瓊斯山的一部分，長3公里，由明尼蘇達大學攀山會繪入地圖，現時由南極條約體系管理。